# 梶野町
梶野町（かじのちょう）は、東京都小金井市の町名。現行行政地名は梶野町一丁目から梶野町五丁目。住居表示実施済み区域である。郵便番号は184-0002。

## 地理
梶野町は小金井市の北東部に位置する。北は関野町、北東は武蔵野市桜堤、東は武蔵野市境、南東は武蔵野市境南町、南は東町、南西は中町、西は緑町に隣接する。北端に玉川上水、南端に中央本線、西端には東京都道247号府中小金井線が通る。主に住宅地として利用される。

### 河川

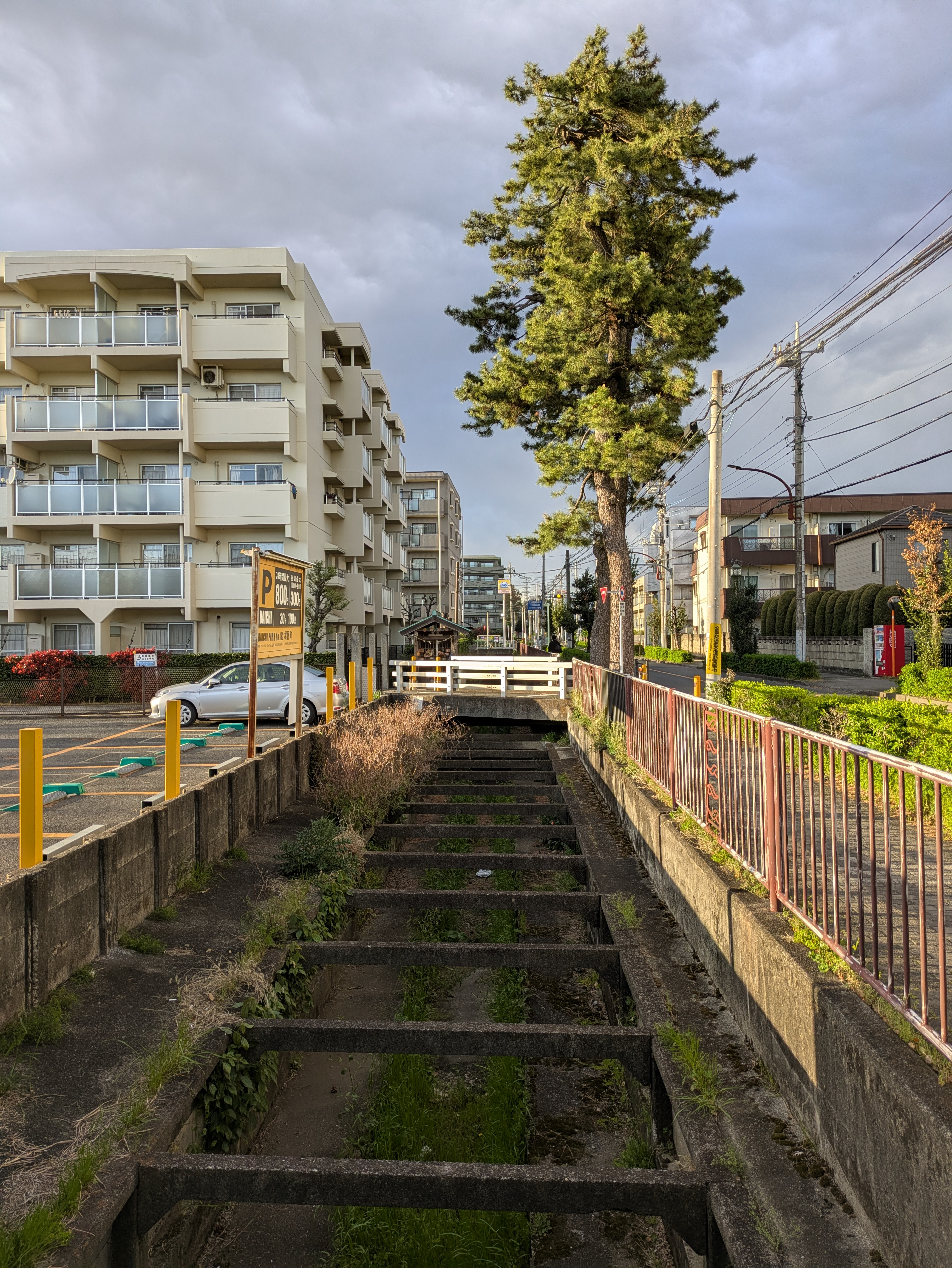
小金井市梶野町内の仙川

- 仙川 ｰｰｰおおむね西から東へ仙川が流路を形成している。
- 玉川上水

### 地価
住宅地の地価は2015年（平成27年）1月1日に公表された公示地価によれば梶野町4-16-3の地点で31万1000円/m2となっている。

## 歴史

### 地名の由来
町丁名設置前の大字梶野新田に由来する。
江戸時代、梶家(かじけ)が中心となってここの新田開発をおこなったので｢梶野新田｣と呼ばれたのが始まり。

### 沿革
- 1969年（昭和44年）8月1日 - 住居表示を実施[8]。

### 町名の変遷
| 実施後     | 実施年月日   | 実施前     |
| ---------- | ------------ | ---------- |
| 梶野一丁目 | 1969年8月1日 | 梶野一丁目 |
| 梶野二丁目 | 1969年8月1日 | 梶野二丁目 |
| 梶野三丁目 | 1969年8月1日 | 梶野三丁目 |
| 梶野四丁目 | 1969年8月1日 | 梶野四丁目 |
| 梶野五丁目 | 1969年8月1日 | 梶野五丁目 |

## 世帯数と人口
2018年（平成30年）1月1日現在の世帯数と人口は以下の通りである。
| 丁目         | 世帯数    | 人口     |
| ------------ | --------- | -------- |
| 梶野町一丁目 | 433世帯   | 783人    |
| 梶野町二丁目 | 1,219世帯 | 2,466人  |
| 梶野町三丁目 | 1,133世帯 | 2,596人  |
| 梶野町四丁目 | 1,374世帯 | 2,698人  |
| 梶野町五丁目 | 958世帯   | 1,777人  |
| 計           | 5,117世帯 | 10,320人 |

## 小・中学校の学区
市立小・中学校に通う場合、学区は以下の通りとなる。
| 丁目         | 番地 | 小学校                     | 中学校             |
| ------------ | ---- | -------------------------- | ------------------ |
| 梶野町一丁目 | 全域 | 小金井市立小金井第三小学校 | 小金井市立緑中学校 |
| 梶野町二丁目 | 全域 | 小金井市立小金井第三小学校 | 小金井市立緑中学校 |
| 梶野町三丁目 | 全域 | 小金井市立小金井第三小学校 | 小金井市立緑中学校 |
| 梶野町四丁目 | 全域 | 小金井市立小金井第三小学校 | 小金井市立緑中学校 |
| 梶野町五丁目 | 全域 | 小金井市立小金井第三小学校 | 小金井市立緑中学校 |

## 交通

### 鉄道
| 街区内に存在する駅           |
| ---------------------------- |
| JR中央線 - 東小金井駅(JC 14) |

### 道路
- 東京都道247号府中小金井線

## 施設
- 法政大学小金井キャンパス
- 東京電機大学中学・高等学校
- 小金井市立小金井第三小学校
- スタジオジブリ
- フィール
- ゼクシズ